# Ronde van Portugal van de Toekomst
De Ronde van Portugal van de Toekomst (Portugees: Volta a Portugal do Futuro) is een Portugese meerdaagse wielerwedstrijd die jaarlijks in juli wordt verreden. De wedstrijd is enkel toegankelijk voor beloften (renners tot 23 jaar). Van 2014 tot en met 2017 maakte het in die hoedanigheid deel uit van de UCI Europe Tour, met een classificatie van 2.2U. Vanaf 2018 staat de koers weer op de Portugese beloftenkalender.
Bekende oud-winnaars zijn onder meer José Azevedo, Óscar Pereiro en Daniel Moreno.

## Lijst van winnaars

### Overwinningen per land
| Overwinningen | Land              |
| ------------- | ----------------- |
| 19            | Portugal          |
| 6             | Spanje            |
| 1             | Colombia, Rusland |